# خانم همسایه (فیلم)
خانم همسایه (به هندی: Padosan) فیلمی محصول سال ۱۹۶۸ و به کارگردانی جیوتی سواروپ است. در این فیلم بازیگرانی همچون سونیل دات، سایرا بانو، کیشور کومار، محمود علی، اوم پراکاش، آقا ایفای نقش کرده‌اند.